# Джефкотт, Люк
Люк Оуэн Джефкотт (англ. Luke Owen Jephcott; род. 26 января 2000, Аберистуит) — валлийский футболист, нападающий клуба «Ньюпорт Каунти».

## Карьера

### «Плимут Аргайл»
Начинал футбольную карьеру в юношеских командах таких английских клубов как «Вендрон Юнайтед» и «Хелстон Атлетик» из низших дивизионов. В 2014 году футболист перешёл в английский клуб «Плимут Аргайл», где продолжил выступать за юношеские команды. В октябре 2018 года футболист стал подтягиваться к играм с основной командой клуба. Дебютировал за клуб 20 октября 2018 года в матче против клуба «Бертон Альбион», выйдя на азмену на 86 минуте. В дебютном сезоне футболист был преимущественно игроком замены, закончив чемпионат вместе с клубом в зоне вылета, отправившись в Лигу 2.
Новый сезон футболист начинал в составе «Труро Сити», к которому присоединился на правах арендного соглашения. В начале 2020 года футболист вернулся назад в распоряжение «Плимут Аргайл». Первый матча сыграл 4 января 2020 года против клуба «Сканторп Юнайтед» отличившись дебютными забитыми голами, оформив дубль. В своём следующем матче 11 января 2020 года против клуба «Карлайл Юнайтед» отличился ещё одним забитым дублем. Футболист затем сразу закрепился в основной команде клуба, отличившись 7 забитыми голами и завоевав бронзу чемпионата, вернувшись в Лигу 1. На протяжении нескольких сезонов футболист продолжал выступать на ключевых ролях в клубе.

#### Аренда в «Суиндон Таун»
Летом 2022 года футболист начинал сезон в составе «Плимут Аргайл». В сентябре 2022 года футболист присоединился к английскому клубу «Суиндон Таун» на правах арендного соглашения до конца сезона с правом выкупа. Дебютировал за клуб 3 сентября 2022 года в матче против клуба «Джиллингем», выйдя на замену на 54 минуте. Дебютный гол за клуб забил 24 сентября 2022 года в матче против клуба «Гримсби Таун». Футболист быстро смог закрепиться в основной команде клуба, на протяжении сезона чередуя матчи в стартовом составе и со скамейки запасных. В матче 22 апреля 2023 года против клуба «Уимблдон» отличился забитым дублем. По окончании сезона футболист покинул клуб и затем получил статус свободного агента.

### «Сент-Джонстон»
В июле 2023 года футболист на правах свободного присоединился к шотландскому клубу «Сент-Джонстон», с которым заключил двухлетнее соглашение. Дебютировал за клуб 22 июля 2023 в матче Кубка шотландской лиги против клуба «Аллоа Атлетик», выйдя на поле в стартовом составе, в котором отличился первой результативной передачей. Дебютный матч в шотландском чемпионате сыграл 5 августа 2023 года против клуба «Харт оф Мидлотиан», выйдя на поле на 77 минуте. За первую половину сезона футболист так и не смог закрепиться в основной команде шотландского клуба, большую часть матчей проведя на скамейке запасных, отличившись своей единственной результативной передачей. В январе 2024 года футболист покинул клуб, расторгнув контракт по соглашению сторон.

### «Ньюпорт Каунти»
В январе 2024 года футболист перешёл в английский клуб «Ньюпорт Каунти». Дебютировал за клуб футболист 3 февраля 2024 года в матче против клуба «Суиндон Таун», выйдя на замену на 84 минуте.

## Международная карьера
В мае 2018 года футболист получил вызов в юношескую сборную Уэльса до 19 лет. Дебютировал за сборную 7 мая 2018 года в товарищеском матче против сборной Словакии. В ноябре 2018 года вместе со сборной отправился на квалификационные матчи юношеского чемпионата Европы, по итогу которых вышел в основной этап квалификаций.
В сентябре 2020 года футболист вместе с молодёжной сборной Уэльса отправился на квалификационные матчи молодёжного чемпионата Европы. Дебютировал за сборную 4 сентября 2020 года в матче против сборной Боснии и Герцеговины. Дебютный гол за сборную забил 12 ноября 2021 года в матче против сборной Гибралтара, также отличившись результативной передачей.